# Золотой трейлер
Премия «Золотой трейлер» (англ. Golden Trailer Awards) — ежегодная кинопремия за достижения в области маркетинга кинопродукции, вручаемая с 1999 года. Премия вручается за победу в одной из более 70 категорий, в которых жюри оценивает трейлеры, постеры, рекламные стенды и рекламные кампании фильмов. Традиционно премия вручается в Лос-Анджелесе, США.

## Концепция
Основное соревнование проводится между трейлерами различных кинофильмов. Монтажёры, создающие трейлер из готового материала, должны продемонстрировать небольшую часть истории, но так, чтобы, с одной стороны, привлечь внимание зрителя к выходящему фильму, а с другой, — оставить впечатление, что самое интересное будет показано в фильме. Конкурс состоит из более 60 категорий, в которых участвуют трейлеры как высокобюджетных блокбастеров, так и независимых фильмов. Аналогично, фильмы сильно различаются и по жанрам: от фильмов для всей семьи и мультфильмов и до ромкомов, в том числе и ужасы, триллеры и трэш. Существует даже специальная награда за лучший трейлер плохого фильма. К участию допускаются ролики не только американских фильмов, но и зарубежных. Так, например, в 2007 году из 1168 трейлеров лишь 73 % были американскими, а остальные — зарубежными. Отдельные награды вручаются и за трейлеры документального кино (по одной награде за американский и зарубежный фильмы). Категория «Лучший трейлер документального фильма» (англ. Best Documentary Trailer) существовала с первых лет существования церемонии, но по воспоминаниям Эвелин Брейди-Уоттерс, трейлеры, представленные в данной номинации в первые годы, были откровенно слабыми, так как существовали проблемы с подбором необходимого количества номинантов. Со временем их качество значительно выросло, равно как и количество номинаций для них, и в 2013 году для документальных фильмов было выделено уже три номинации («Лучший трейлер документального фильма», «Лучший трейлер иностранного документального фильма», «Лучший постер документального фильма»).
Как правило, для номинаций трейлеры определяются различными способами, основанными либо на кассовых сборах, либо на опросах кинозрителей. Так, например, в 2008 году любителям трейлеров впервые было предложено принять участие в прямом выборе трейлеров-номинантов. Тогда примерно 140 человек зарегистрировались для участия и, каждый из них потратив в среднем около четырёх часов, выбрали из 968 роликов кандидатов на номинации в 53 категориях. Кроме того, в том же году на сайте официального партнёра мероприятия USA Today посетителям было предложено к просмотру 16 лучших трейлеров. Посетители могли свободно зарегистрироваться на сайте и проголосовать за лучший трейлер года. Ролик-победитель впоследствии был объявлен на самой церемонии.
На финальном этапе решение о присуждении премии принимает специально сформированное жюри, состоящее из профессионалов кинобизнеса, зачастую более известных чем получатели награды. В список судей входят известные режиссёры, продюсеры и даже руководители киностудий (таких как Sony Pictures Classics, Fine Line Features, Artisan Entertainment, DreamWorks SKG, Elektra Entertainment Group и т. д.). Кроме них в состав жюри входили люди так или иначе связанные с кинобизнесом: кинокритики, создатели спецэффектов и другие.
Финансирование церемонии осуществляется за счёт спонсорской поддержки таких крупных компаний как JetBlue Airways, Porsche и Variety. Кроме того помощь оказывают различные медийные компании: National CineMedia, Steiner Studios, Dailytrailer.com и другие.

## История
Премия была учреждена в 1999 году сёстрами Эвелин и Моникой Брейди. Целью создания подобной кинонаграды было привлечение внимания к искусству создавать подобные ролики. Начинание сестёр поддержал их отец, Джеймс Брейди, вошедший в совет директоров церемонии, а также их брат Мэтт Брейди, ставший водителем настоящего трейлера, изображаемого на логотипе церемонии. Этот трейлер ставился неподалёку от места проведения церемонии и по её окончании гости могли подойти сфотографироваться на его фоне. Церемония изначально проходила в Лос-Анджелесе, но в 2006 и 2007 годах она была перенесена в Нью-Йорк. В 2008 году церемония вновь была возвращена в Лос-Анджелес. В 2006 году церемония впервые была показана по телевидению каналом HDNet, а в 2007 году трансляцию осуществлял канал ReelzChannel.
В декабре 2011 года в Мумбаи была проведена первая международная церемония Golden Trailer Awards.